# Sébastien Tortelli
Sébastien Tortelli (Agen, 19 agosto 1978) è un pilota motociclistico francese ritiratosi dall'attività agonistica, vincitore di due titoli nel motocross.

## Carriera
Dopo aver ottenuto il titolo francese cadetti, aver partecipato al campionato europeo e aver debuttato nel campionato mondiale di motocross nel 1994, passa a tempo pieno in quest'ultimo nel 1995, gareggiando nella classe 125 in sella ad una Kawasaki, e subito si fa notare per il suo stile di guida aggressivo e la grande velocità in curva; alla fine della stagione è terzo, dietro ai due italiani Puzar e Chiodi. Nel 1996 si laurea Campione del Mondo, vincendo 11 Gran Premi su 12.
L'anno successivo passa alla 250 e conclude quarto, anche a causa di un infortunio che lo costringe a saltare le ultime prove. Nel 1998 si scontra per tutta la stagione con il campionissimo Stefan Everts, in un duello ricordato dagli appassionati come uno dei più avvincenti della storia, e riesce a prevalere all'ultima gara in Grecia, laureandosi per la seconda volta Campione del Mondo.
A partire dal 1999 si trasferisce negli Stati Uniti per correre i campionati americani (Supercross e National), prima in sella alla Honda e poi sulla Suzuki, ma la sua esperienza è condizionata da una lunga serie di guai fisici.
Nel 2006 torna in Europa e si schiera al via del mondiale MX1 in sella alla KTM ufficiale, ma nel corso del terzo GP subisce un grave infortunio all'anca e decide di ritirarsi dalle competizioni.
In seguito si è dedicato all'insegnamento in una scuola per piloti di fuoristrada